# Jean Sylvain Bailly

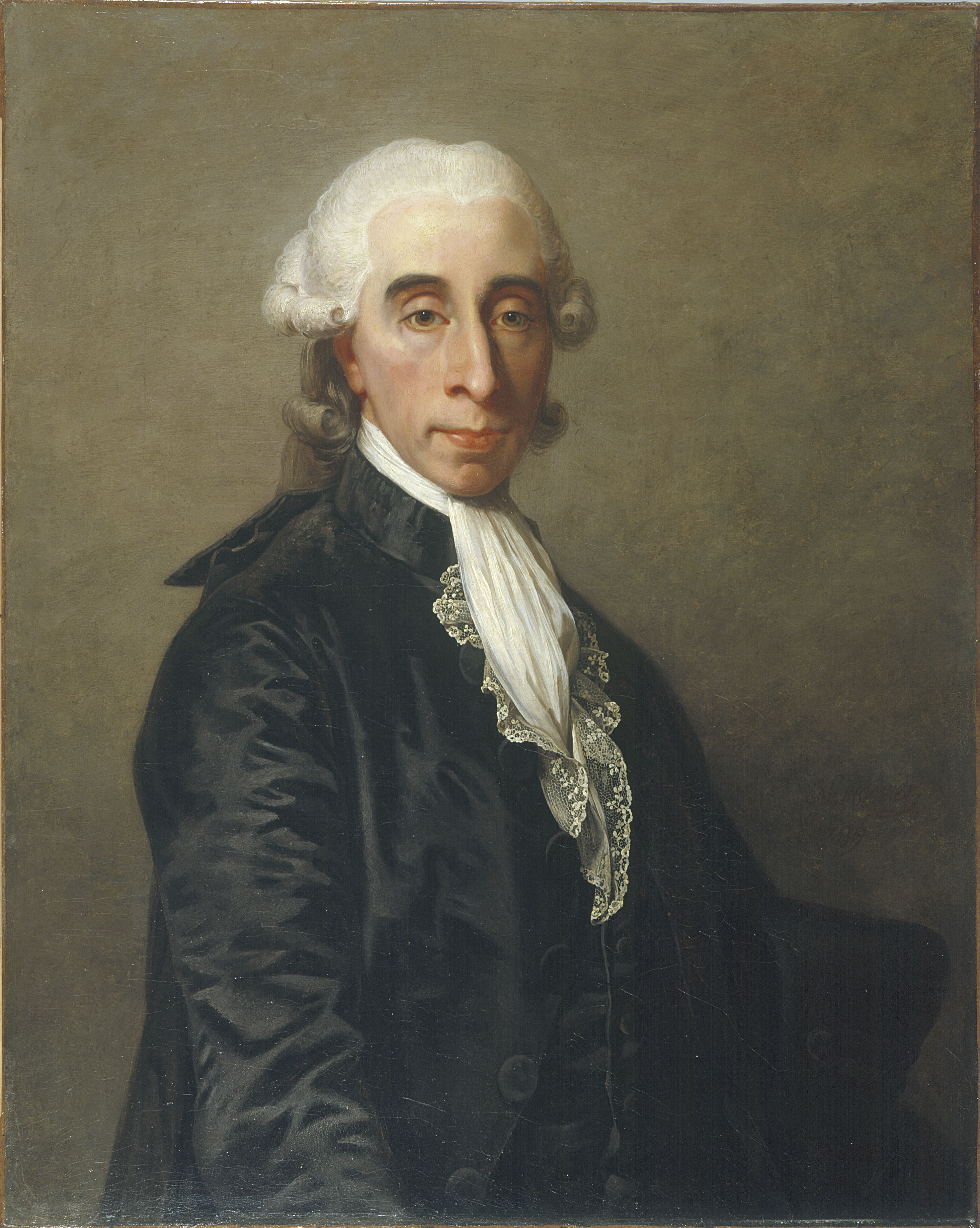
Jean Sylvain Bailly als burgemeester van Parijs
(1789), Jean-Laurent Mosnier, Musée Carnavalet

Jean Sylvain Bailly (Parijs, 15 september 1736 – aldaar, 12 november 1793) was een Frans astronoom en politicus. Als wetenschapper was hij vooral bekend door de berekening van de baan van de komeet van Halley in 1759. Bailly was de eerste burgemeester van de Franse hoofdstad en speelde als voorzitter van de Nationale Grondwetgevende Vergadering een belangrijke rol tijdens de eerste periode van de Franse Revolutie. In 1793 werd hij geguillotineerd.

## Levensloop

### Afkomst en opleiding
Jean Sylvain Bailly was afkomstig uit een schildersfamilie. Zijn grootvader Nicolas Bailly was hofschilder terwijl zijn vader Jacques Bailly naast het schilderen de kost verdiende als beheerder van de koninklijke collectie in het Louvre te Parijs. De jonge Bailly toonde aanvankelijk naast interesse voor de schilderkunst eveneens interesse voor de letteren (hij schreef een aantal gedichten) maar door toedoen van Nicolas Louis de Lacaille toonde hij al vlug belangstelling voor de wetenschappen en meer bepaald voor de astronomie.

### Bailly als wetenschapper en letterkundige
Bailly, die een bijzonder sterk geheugen en oneindig veel geduld had, berekende in 1759 de baan voor de volgende verschijning van de komeet van Halley. De sterrenobservaties van zijn leermeester Lacaille werden door hem gecorrigeerd. Daarna was hij betrokken bij de oprichting van een observatorium op het dak van het Louvre.
In 1763 werd Bailly wegens zijn verdiensten op het gebied van de astronomie verkozen tot lid van de Académie des sciences. Zijn inhuldigingspresentatie handelde over de natuurlijke satellieten van de planeet Jupiter. In 1766 publiceerde hij Essai sur la théorie des satellites de Jupiter, een uitbreiding van zijn presentatie in de academie. De volgende jaren hield hij zich vooral bezig met het bestuderen van Jupiter en zijn manen. Vanaf 1775 onderzocht Bailly de geschiedenis van de astronomie, zowel de astronomie in de oudheid, de moderne astronomie als de astronomie in India en het Verre Oosten. Zijn hoofdwerken over de geschiedenis van de astronomie openden voor hem de weg naar de Académie française waarin hij in 1783 werd toegelaten. Eerder was hij in 1778 reeds verkozen tot lid van de Kungliga Vetenskapsakademien, de Zweedse academie voor wetenschappen.
Bailly genoot eveneens een groot aanzien in literaire kringen. Hij schreef tussen 1770 en 1790 lofredes over onder meer koning Karel V van Frankrijk, Nicolas Louis de Lacaille, Molière, Pierre Corneille en Gottfried Wilhelm Leibniz. In 1785 werd hij daarom verkozen tot lid van de Franse letterkundige academie, de Académie des inscriptions et belles-lettres en was hiermee een van weinigen die tegelijkertijd lid was van de drie belangrijkste Franse academiën.
De maankrater Bailly werd naar hem vernoemd.

### Bailly als politicus

Bailly legt de Eed op de Kaatsbaan af, een schilderij van Jacques-Louis David

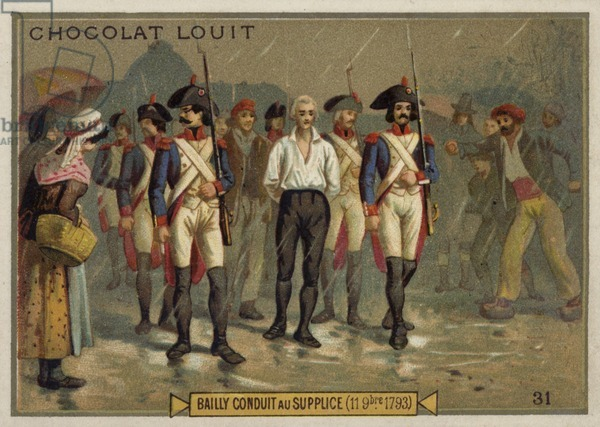
Bailly op weg naar zijn executie

De Franse Revolutie maakte een einde aan de wetenschappelijke carrière van Bailly. Hij werd op 12 mei 1789 verkozen tot afgevaardigde van de derde stand (de burgerij) in de Staten-Generaal, de vergadering waarin de verscheidene standen vertegenwoordigd waren.
Daags na de plechtige opening van de Staten-Generaal op 5 mei 1789 rees het verwachte probleem van de stemmingswijze: traditioneel werd er per stand gestemd, wat in het voordeel was van de eerste (de geestelijkheid) en tweede stand (de adel). De derde stand, die het volk vertegenwoordigde, eiste dat er hoofdelijk en gezamenlijk werd gestemd. Toen de koning niet op die eisen wou ingaan, riep de vertegenwoordiging van de derde stand zich op 17 juni 1789 uit tot Nationale Vergadering. Bailly, die op 3 juni reeds verkozen was als voorzitter van de derde stand, werd op diezelfde 17 juni verkozen tot voorzitter van de Nationale Vergadering. Op 20 juni tekende hij als eerste de Eed op de Kaatsbaan, de eed van de afgevaardigden van de derde stand om niet uiteen te gaan voordat zij als Nationale Vergadering aan het koninkrijk een nieuwe grondwet hadden gegeven. Toen koning Lodewijk XVI van Frankrijk drie dagen later de ontbinding van de Nationale Vergadering vroeg, weigerde Bailly dit en stelde zichzelf aan tot voorzitter van het parlement.
Op 15 juli, de dag na de Bestorming van de Bastille, werd de Parijse Commune opgericht en werd Bailly verkozen tot de allereerste burgemeester van de hoofdstad. Twee dagen later ontving Bailly koning Lodewijk XVI op het stadhuis en overhandigde hem de tricolore vlag, het symbool van de Franse Revolutie. Bailly en Marquis de La Fayette waren in de beginperiode de belangrijkste protagonisten van de Revolutie. Als burgemeester kreeg hij tegenwind van Camille Desmoulins en Jean-Paul Marat die hem te conservatief vonden. Bailly trachtte om het gezag van de burgemeester ten opzichte van de gemeenteraad uit te breiden. Hij steunde het decreet dat de joden erkende als Franse burgers, met alle rechten en privileges waardoor de speciale belasting die hun was opgelegd werd ingetrokken.
Bailly, die  voorstander was geworden van een constitutionele monarchie, besliste samen met Marquis de La Fayette om een radicale republikeinse betoging op de Champ-de-Mars op 17 juli 1791 uiteen te laten drijven door de Nationale Garde. De Schietpartij van de Champ-de-Mars telde vele doden en werd nefast voor de populariteit van de burgervader. Hij werd op 12 november afgezet ten voordele van Jérôme Pétion de Villeneuve waarna hij zich terugtrok in Nantes.
Toen Bailly, die zijn wetenschappelijke carrière terug opgenomen had, in juli 1793 een bezoek bracht aan Pierre-Simon Laplace in Melun werd hij gearresteerd. Hij werd opgeroepen als getuige tegen koningin Marie-Antoinette op haar proces maar weigerde. Hij werd op 10 november voor het Revolutionair tribunaal gebracht in het Palais de la Cité en de volgende dag veroordeeld tot de doodstraf. Op 12 november 1793 werd hij geguillotineerd op de Champ-de-Mars.

## Werken
- Essai sur la théorie des satellites de Jupiter (1766)
- Sur les inégalités de la lumière des satellites de Jupiter (1771)
- Histoire de l’astronomie ancienne, depuis son origine jusqu'à l'établissement de l'école d'Alexandrie (1775, 2de uitgave in 1781)
- Histoire de l’astronomie moderne depuis la fondation de l'école d'Alexandrie jusqu'à l'époque de MDCCXXX (2 delen, 1778–1783)
- Lettres sur l’origine des sciences et sur celle des peuples de l'Asie adressées à Monsieur de Voltaire (1777, 2de uitgave in 1787)
- Lettres sur l’Atlantide de Platon et sur l'ancienne histoire de l'Asie (1779)
- Traité de l'astronomie indienne et orientale, ouvrage qui peut servir de suite à l'Histoire de l'astronomie ancienne (1787)
- Essai sur les fables (1798, postuum)
- Mémoires d'un témoin de la Révolution, ou journal des faits qui se sont passés sous ses yeux, et qui ont préparé et fixé la constitution française. Tome premier; Tome seconde; Tome troisième (1804, postuum)
- Recueil de pièces intéressantes sur les sciences. Précédé de la vie littéraire et politique de cet homme illustre (1810, postuum)
- MM. Berville et Barrière. Mémoires de Bailly, avec une notice sur sa vie, des notes et des éclaircissemens historiques. Tome premier; Tome second; Tome troisième (1821-1822)